# Забавна Библия
„Забавна Библия“ (на френски: La Bible amusante pour les grands et les enfants) е сатирична книга от Лео Таксил, издадена във Франция през 1882 година. В нея авторът коментира съдържанието на Стария завет, осмивайки логическите несъответствия, грешки и суеверия в текста.